# Bokownik wiązowy

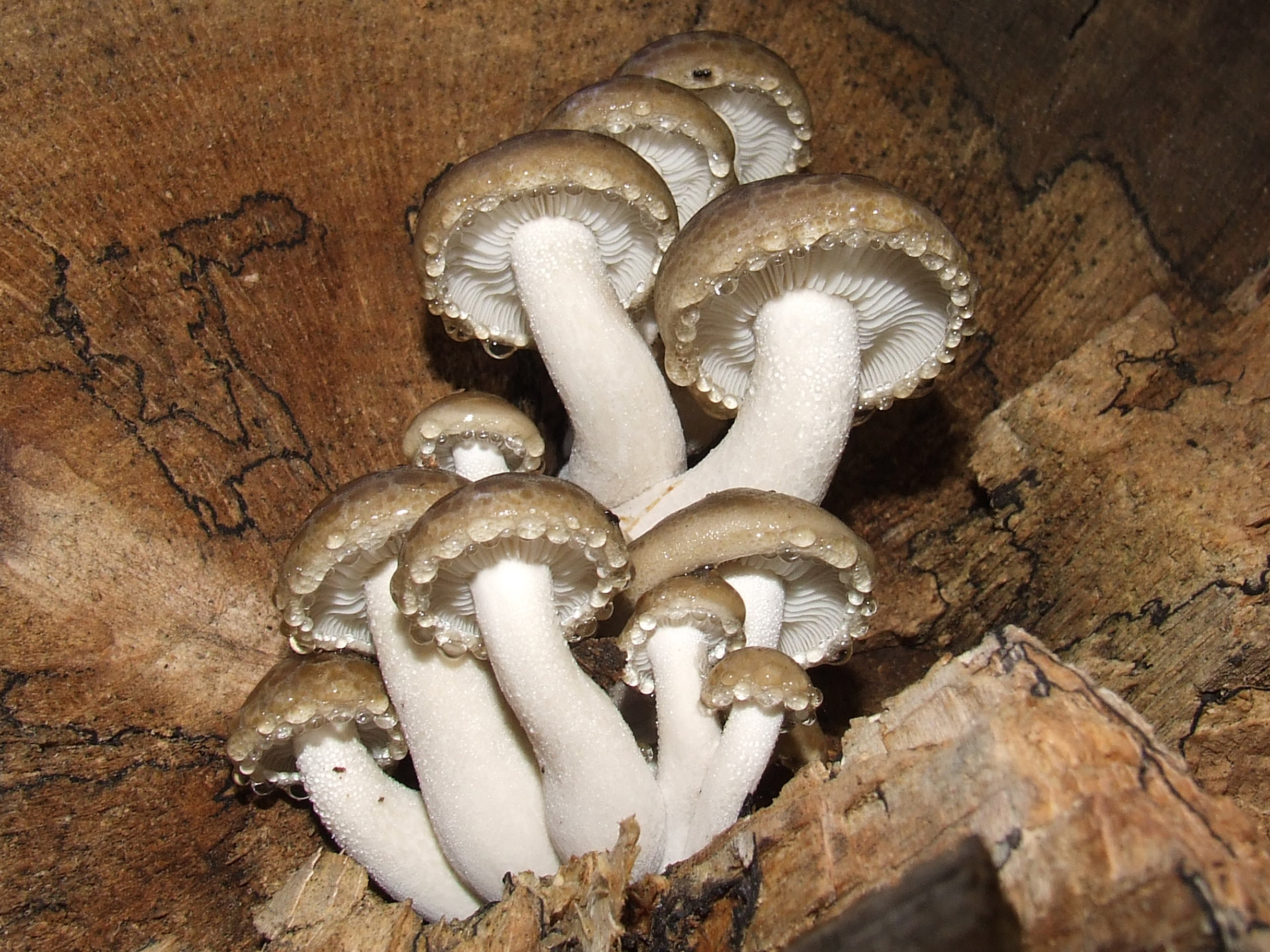

Bokownik wiązowy (Hypsizygus ulmarius (Bull.) Redhead) – gatunek grzybów z rodziny kępkowcowatych (Lyophyllaceae).

## Systematyka i nazewnictwo
Pozycja w klasyfikacji według Index Fungorum: Calocybe, Lyophyllaceae, Agaricales, Agaricomycetidae, Agaricomycetes, Agaricomycotina, Basidiomycota, Fungi.
Po raz pierwszy takson ten zdiagnozował w 1791 r. Jean Baptiste François Bulliard nadając mu nazwę Agaricus ulmarius. Obecną, uznaną przez Index Fungorum nazwę nadał mu w 1984 r. Scott Alan Redhead, przenosząc go do rodzaju Hypsyzigus.
Niektóre synonimy:
- Lyophyllum ulmarium (Bull.) Kühner 1938
- Micromphale ulmarium (Bull.) Murrill, 1916
- Pleurotus ulmarius f. burtianus Pilát 1935
- Pleurotus ulmarius f. coriipellis (Fr.) Pilát 1935
- Pleurotus ulmarius f. gigantean Ferd. & Winge 1920

Nazwę polską zaproponował Władysław Wojewoda w 2003 r. W piśmiennictwie polskim gatunek ten opisywany był wcześniej jako bedłka wiązowa (Feliks Berdau 1876), boczniak wiązowy (Maciej Orłoś 1951), przyuszek wiązowy (Józef Teodorowicz 1933), podblaszek wiązowy (W. Wojewoda 1979).

## Występowanie i siedlisko
W piśmiennictwie naukowym do 2003 r. podano liczne stanowiska. Inne i bardziej aktualne stanowiska podaje internetowy atlas grzybów. 
Pasożyt i saprotrof. Występuje na drzewach liściastych w lasach, parkach, ogrodach botanicznych, przy drogach. Najczęściej spotykany na wiązie szypułkowym (Ulmus laevis) i wiązie pospolitym (Ulmus minor), ale notowany także na klonie jaworze (Ulmus pseudoplatanus), kasztanowcu pospolitym (Aesculum hippocastanum), topoli osice (Populus tremula), brzozie, buku, dębie, lipie. Owocniki od lipca do listopada.

## Morfologia
Kapelusz
Średnica 6–15 (wyjątkowo do 30) cm, wypukły z szerokim brzegiem. Powierzchnia sucha, gładka, o barwie od białawej do kremowej.
Blaszki
Przyrośnięte lub nieznacznie zbiegające, szerokie, gęste, białe.
Trzon
Wysokość 6–13 cm, grubość 2–3 cm, cylindryczny, gładki lub drobno włóknisty. Powierzchnia biała. Pierścienia brak.
Miąższ
Zapach kwaśny, nieznaczny lub czasami lekko mączny. Smak łagodny.
Cechy mikroskopowe
Wysyp zarodników kremowy. Zarodniki 3,5–6,5 × 3–5 µm, nieamyloidalne.